# Estatuas parlantes de Roma

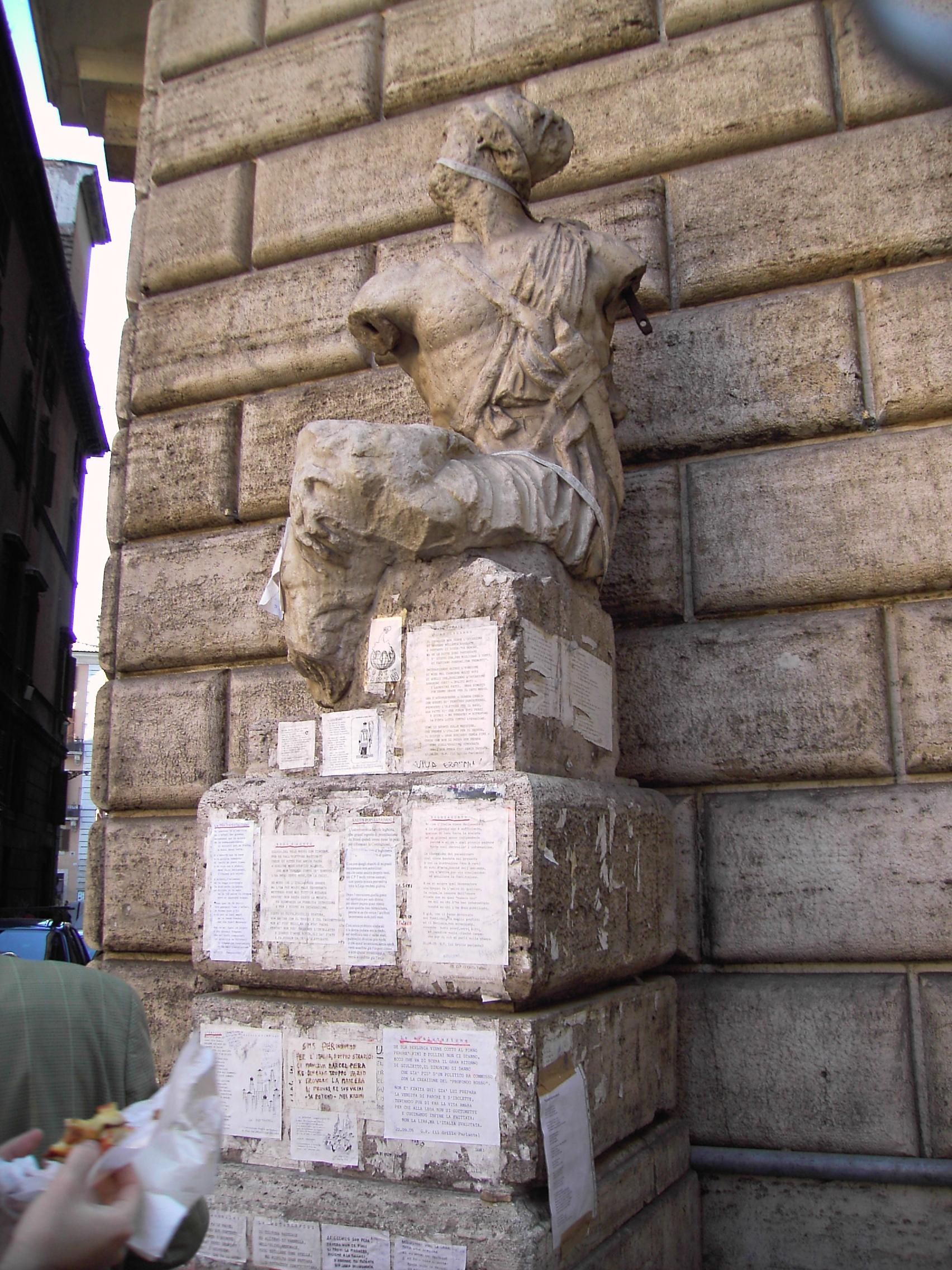
La estatua del Pasquino, la primera estatua parlante de Roma.

Las estatuas parlantes de Roma (en italiano: statue parlanti di Roma) o congregación de ingeniosos (en italiano: congrega degli arguti) proporcionaron una vía de escape para una forma de expresión política anónima en Roma. Se pegaban críticas en la forma de poemas o composiciones ingeniosas sobre conocidas estatuas de Roma, como un ejemplo temprano de tablón de anuncios. Esta costumbre empezó en el siglo XVI y continúa hasta la actualidad. Además del Pasquino y Marforio, las estatuas parlantes son Madama Lucrezia, Abate Luigi, Il Babuino e Il Facchino.

## Historia

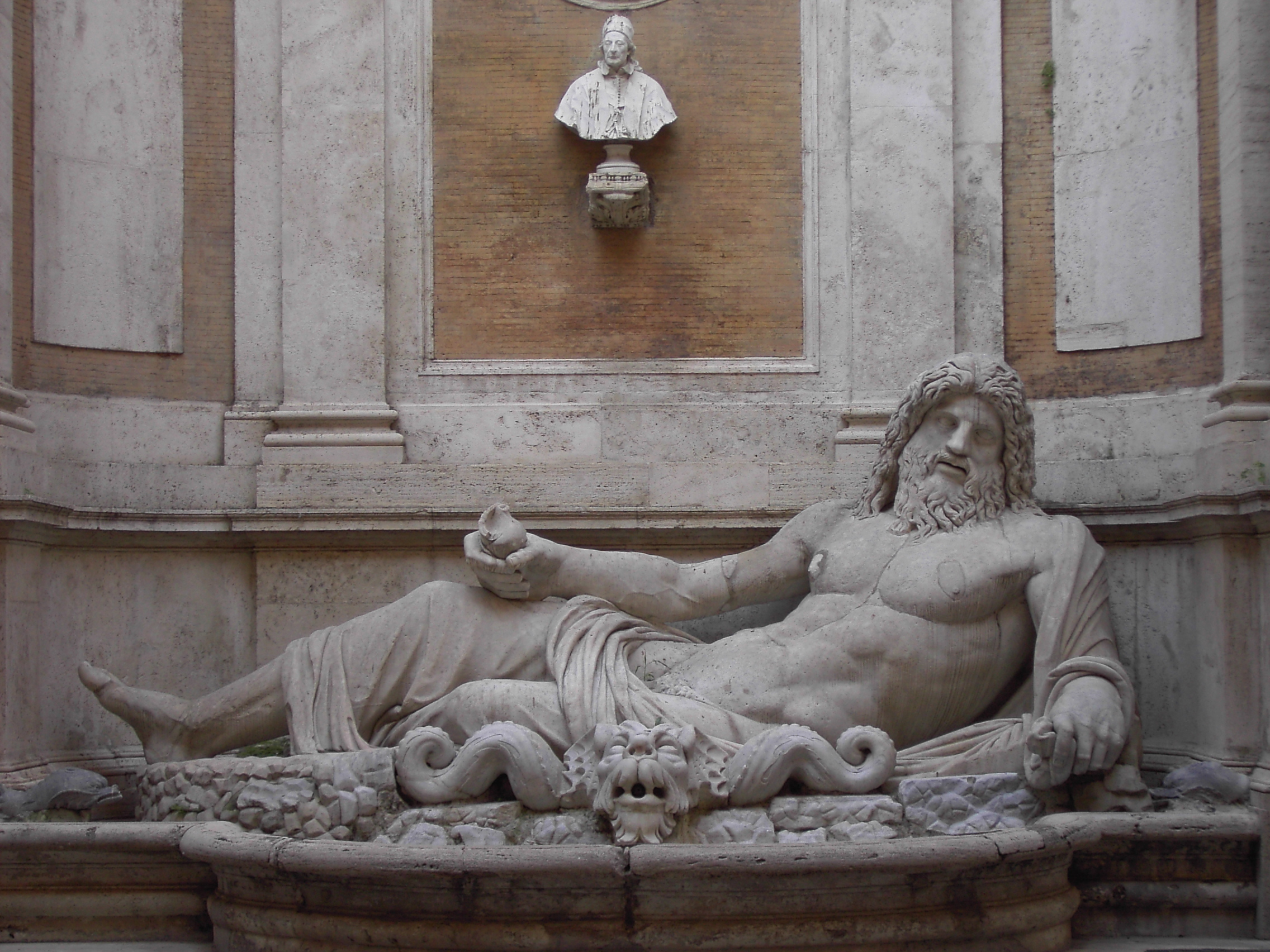
El Marforio en los Museos Capitolinos.

La primera estatua parlante fue la del Pasquino, una escultura dañada situada en una pequeña plaza. Recientemente se ha identificado que el fragmento desgastado representa al mítico rey de Esparta Menelao, esposo de Helena de Troya y personaje importante de la Ilíada, sosteniendo el cuerpo de Patroclo. En 1501, se encontró la estatua durante la construcción de una calle y fue instalada en la plaza; poco después se empezaron a pegar sobre ella pequeños poemas o epigramas críticos sobre las autoridades religiosas y civiles.
Una historia del origen del nombre de la estatua, y de sus críticas, afirma que se llamó en honor a un residente local llamado Pasquino. Sastre de oficio (en algunas versiones de la historia es un barbero o un maestro), la carrera de este hombre le llevó al Vaticano, donde aprendía chismes entre bastidores, que difundía con comentarios mordaces para el entretenimiento de amigos y vecinos. Tras su muerte, la estatua se llamó en su honor, y la gente empezó a pegar comentarios similares a los que hacía Pasquino en la estatua. Parece que la estatua ha sido una institución local; también era vestida como un dios pagano en el día de San Marcos.
Algunas fuentes sugieren que los primeros textos pegados eran poco más que colegiales provocando a sus profesores, pero las estatuas pronto se convirtieron en una importante vía para criticar al gobierno y los líderes religiosos. Pasquino se hizo tan famoso que su nombre se transformó en una palabra italiana, pasquinata, que significa una protesta satírica escrita en poesía, incluso llevada al inglés como pasquinade.
Varios papas, que eran a menudo el blanco de las críticas de las estatuas, intentaron limitar la publicación de comentarios en el Pasquino. Adriano VI planeó tirarla al Tíber, y solo fue disuadido cuando le dijeron que, al igual que una rana, la estatua solo croaría más fuerte en el agua. Otra historia posiblemente apócrifa afirma que se ofreció una recompensa a los escritores anónimos si se daban a conocer. Según la historia, un hombre respondió, y le cortaron las manos. Eventualmente, las autoridades dispusieron vigilantes alrededor de la estatua para evitar la publicación de más comentarios. Como resultado, el público se pasó a otras estatuas, que se unieron al Pasquino como estatuas parlantes. Entre estas otras estatuas estaba el Marforio, que se usaba a veces para pegar respuestas a los escritos del Pasquino, creando una réplica entre las dos estatuas.

## Lista
Las seis estatuas parlantes son:
- Pasquino
- Madama Lucrezia
- Marforio
- Il Babuino
- Il Facchino
- Abate Luigi

## Galería de imágenes

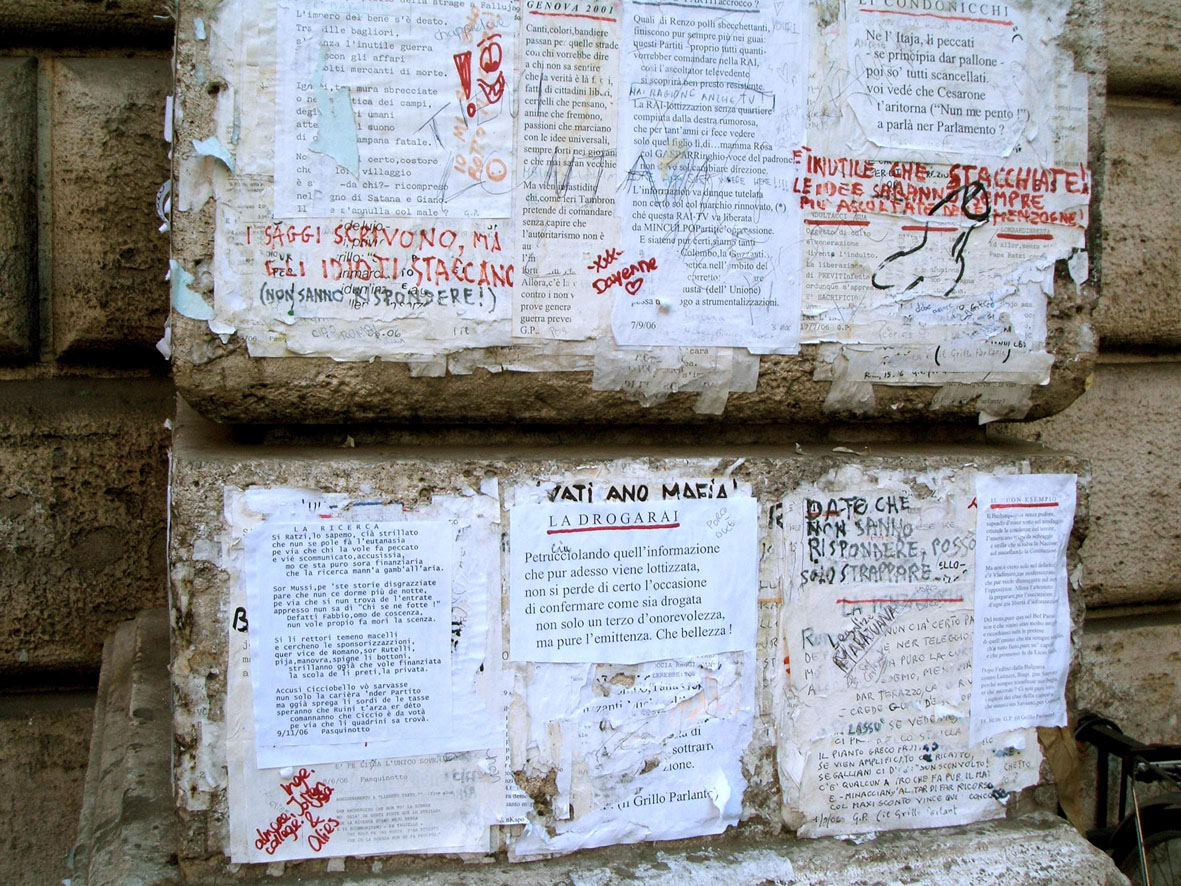
Detalle de pasquinate modernas pegadas en la base del Pasquino.
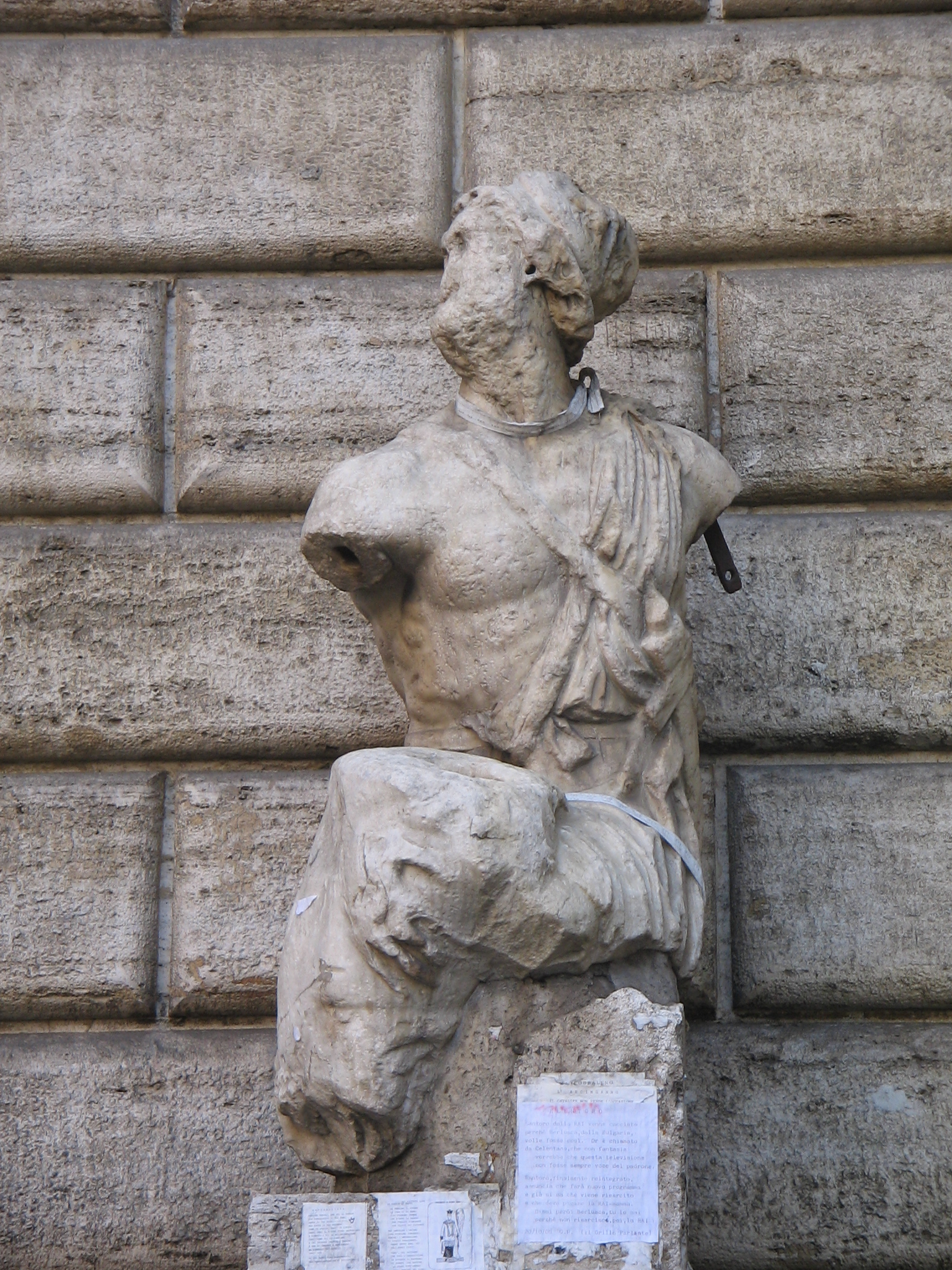
Pasquino, Piazza di Pasquino.
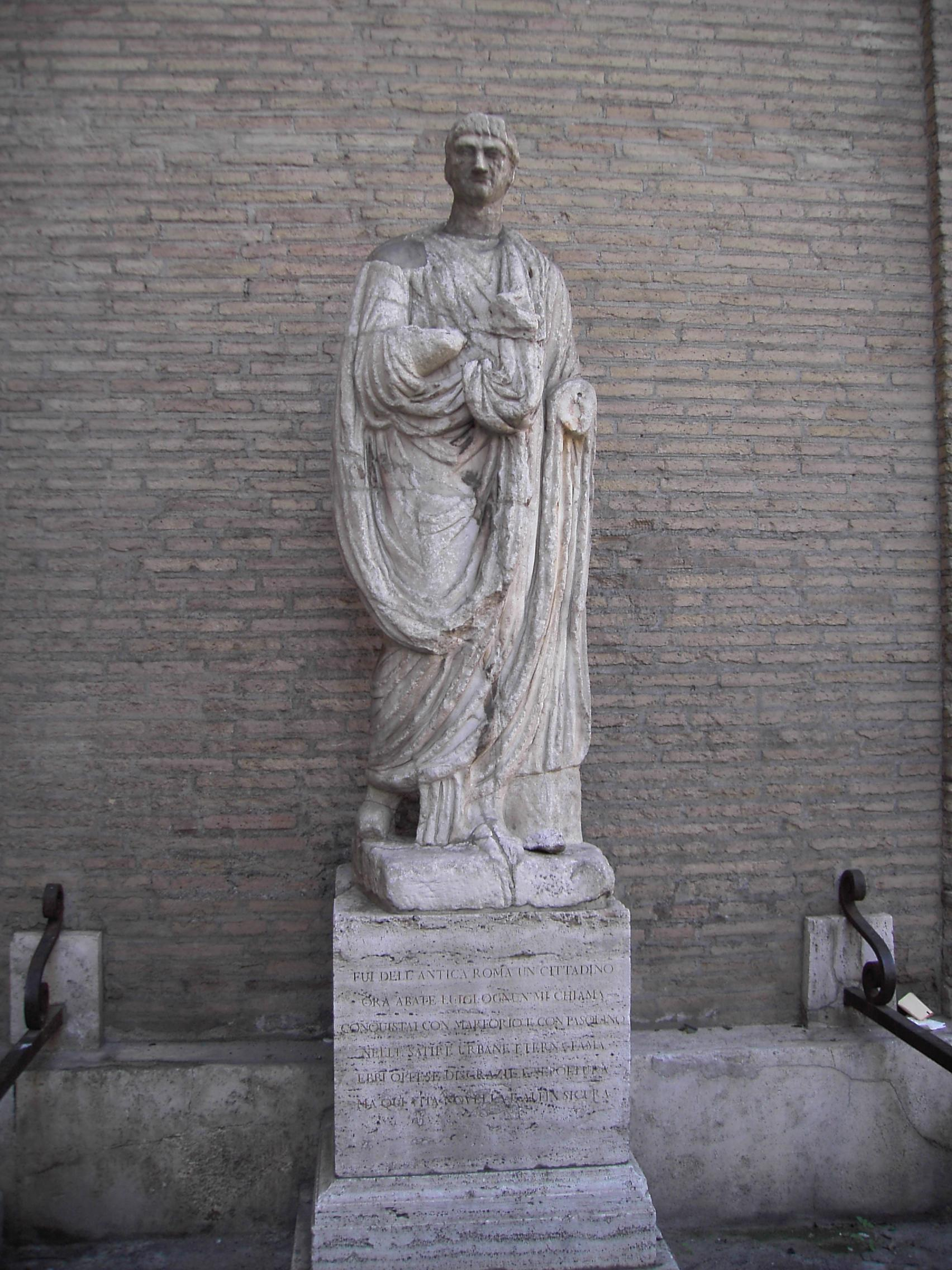
Abate Luigi, Piazza Vidoni.
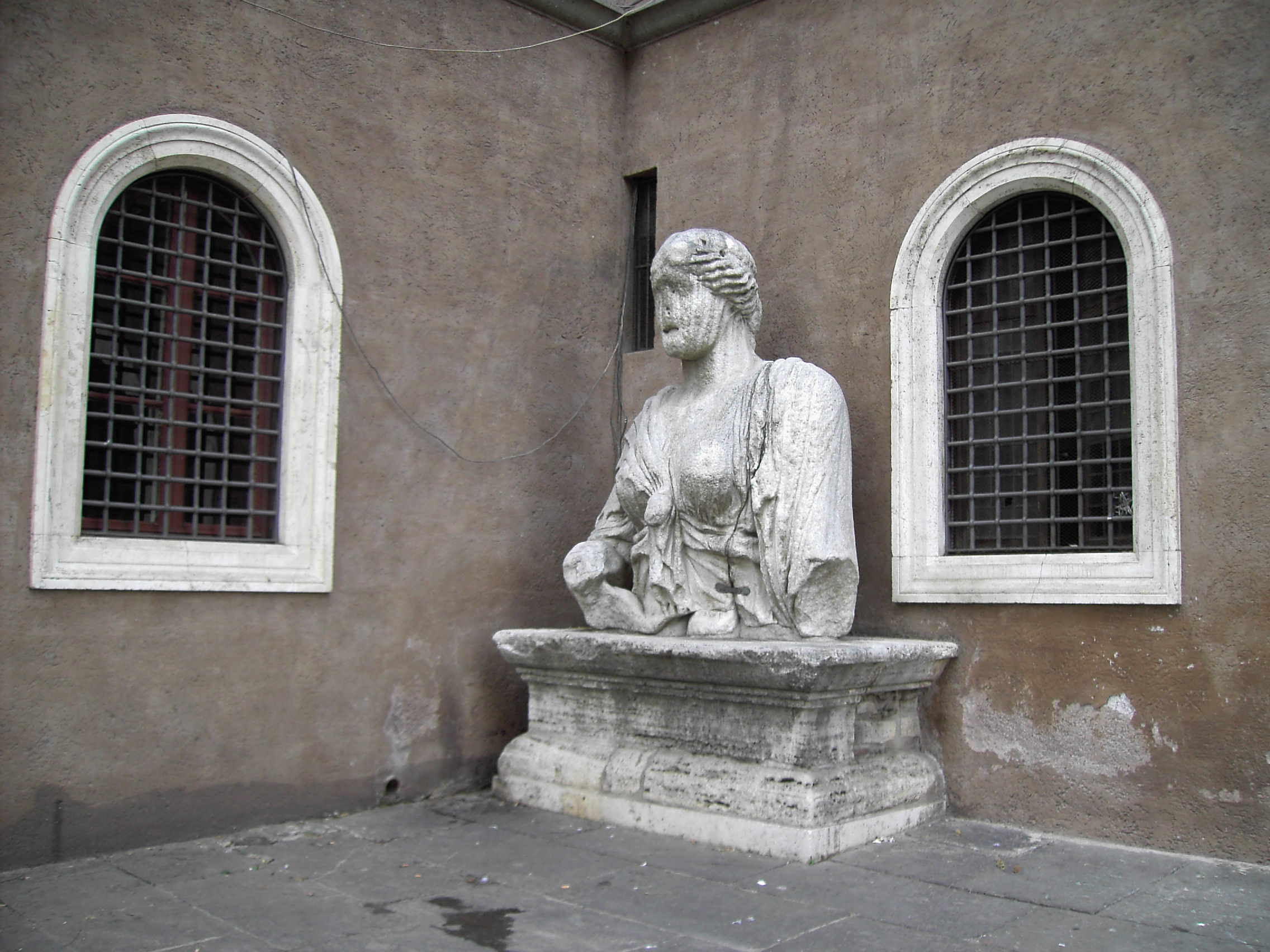
Madama Lucrezia, Piazza San Marco.
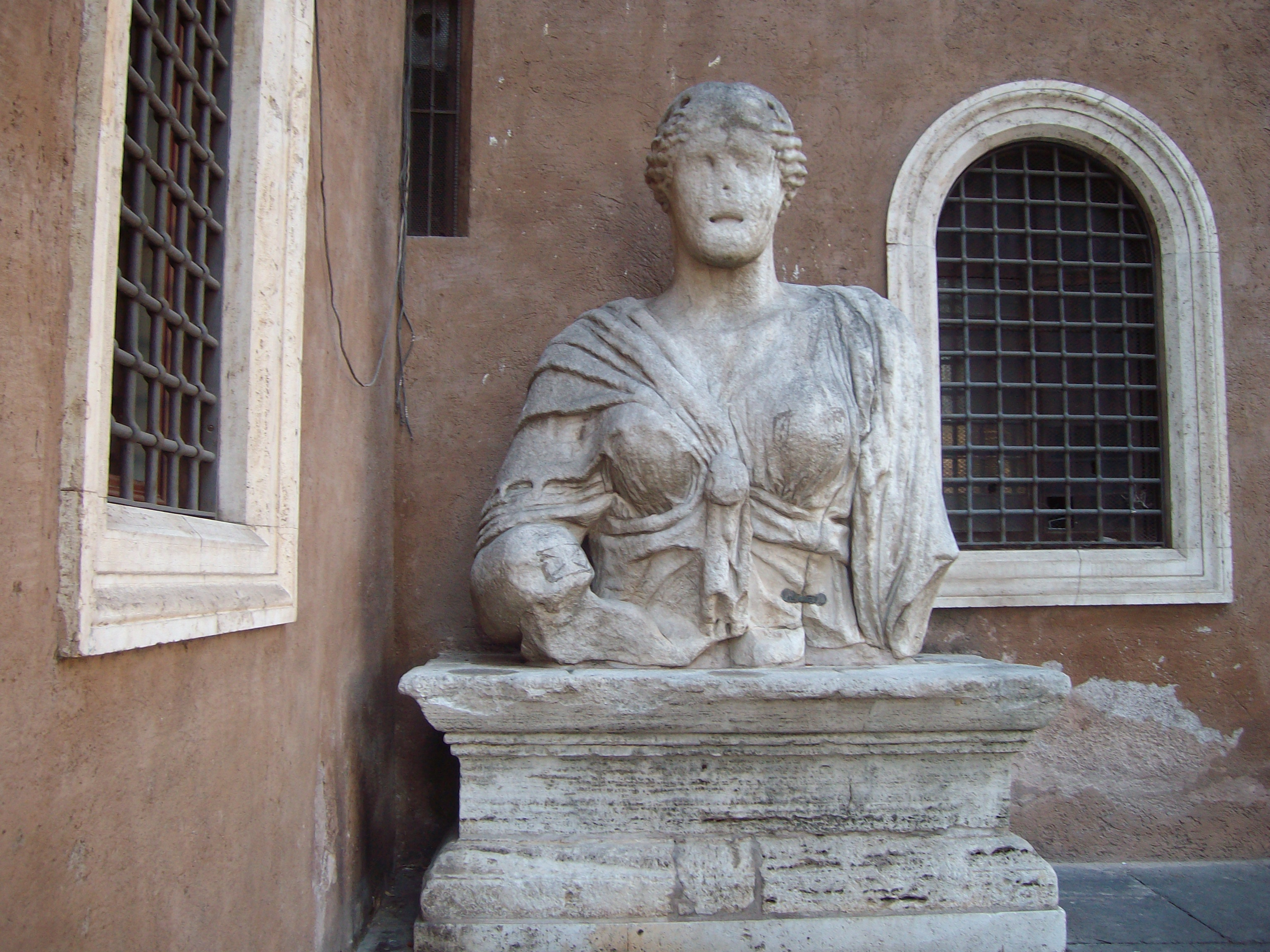
Madama Lucrezia, Piazza San Marco.
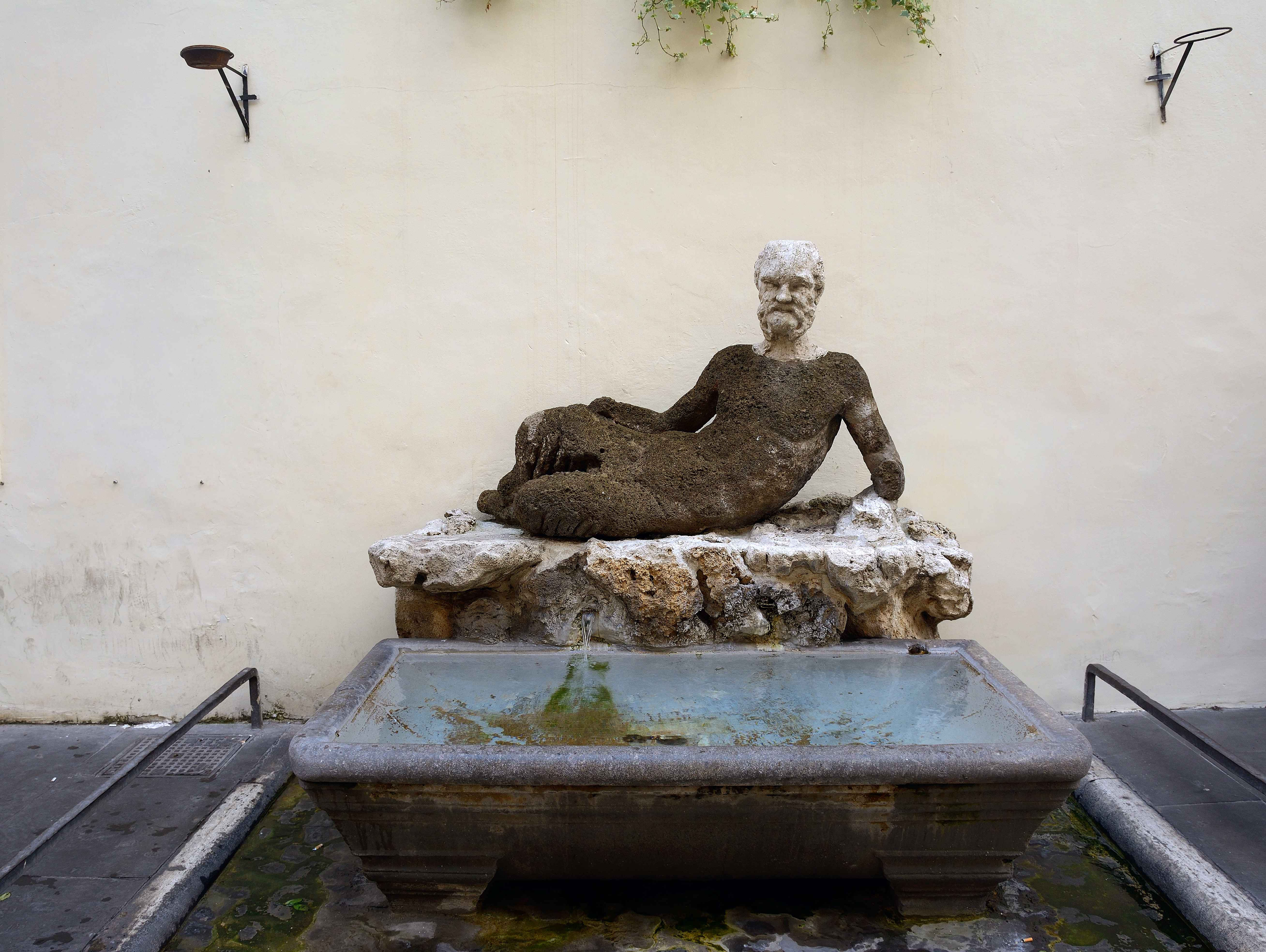
Il Babuino, Fontana del Babuino, Sant'Atanasio dei Greci.
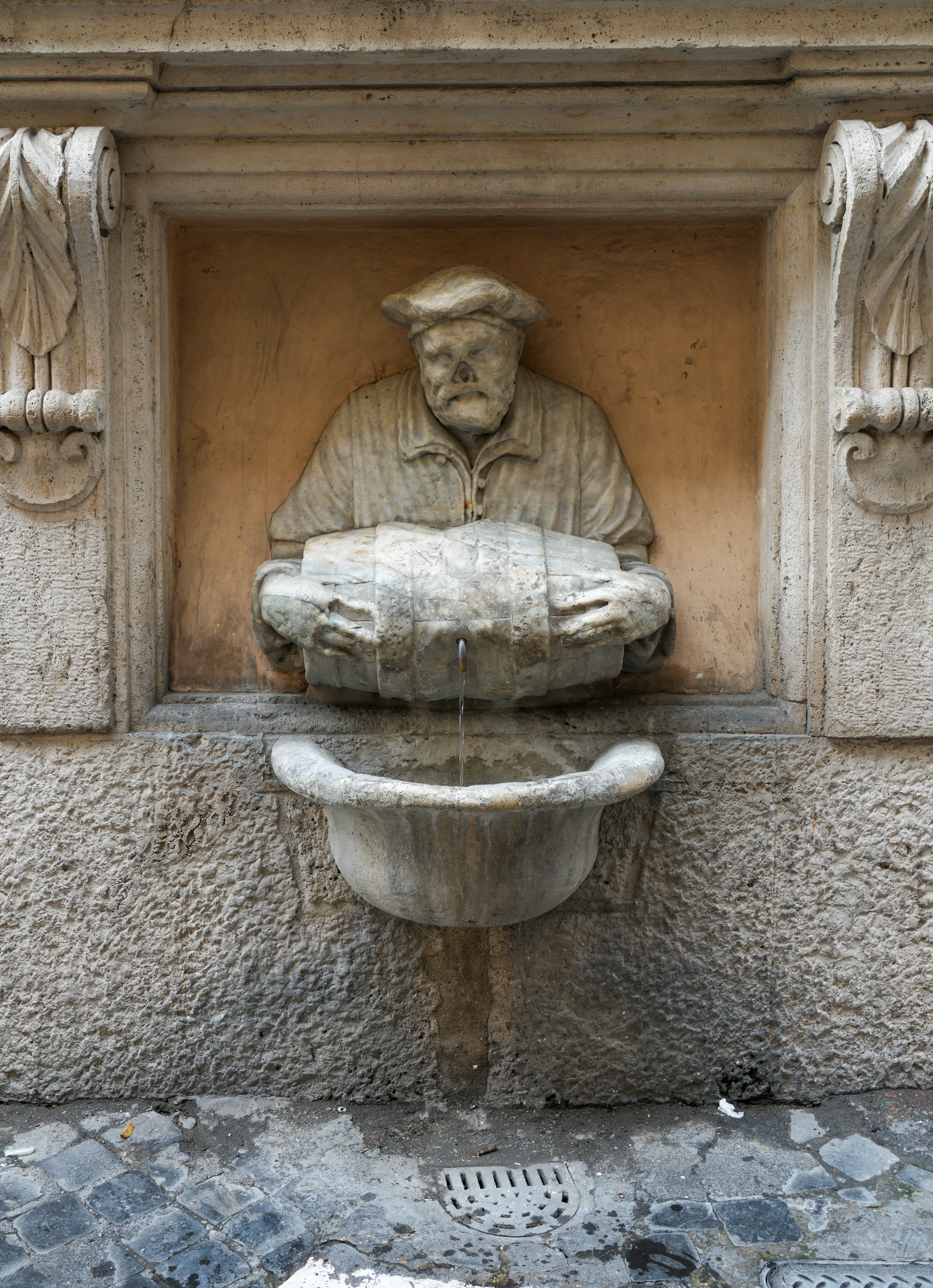
Fontana del Facchino, Via Lata.
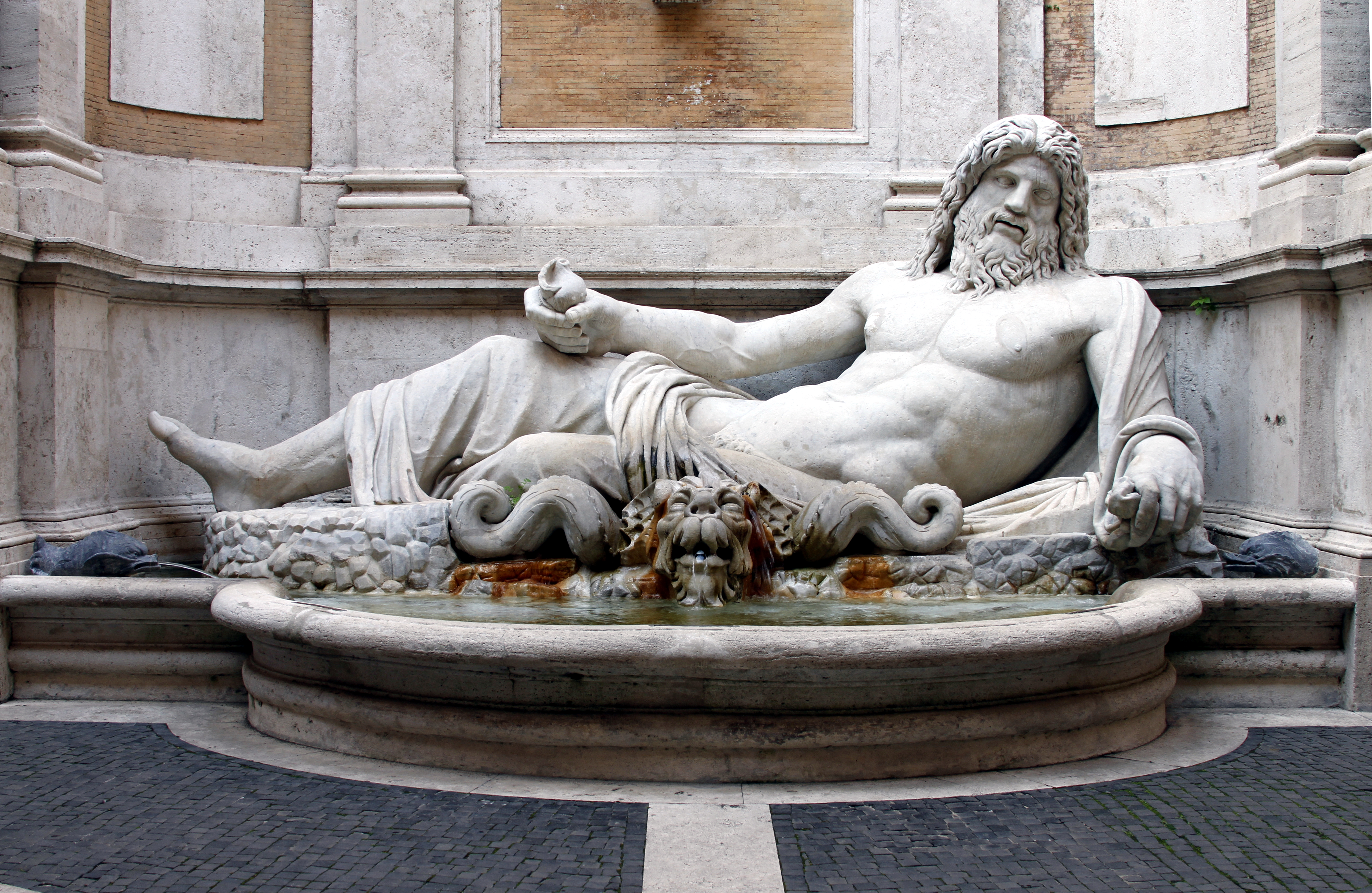
Marforio, Museos Capitolinos.